# Evgheni Alexandrovici Leontovici
Evgheni Alexandr Leontovici (în rusă Евгений Александрович Леонтович) (n. 1 decembrie 1862 – d. 1937) a fost unul dintre generalii Armatei Țariste Ruse din Primul Război Mondial.
A îndeplinit funcția de comandant al Corpului 6 Cavalerie rus în campania acestuia din România, având gradul de general-locotenent.:p. 181 